# International Network Working Group
L'International Network Working Group, est l'instance créée en octobre 1972 pour assurer une gouvernance mondiale d'Arpanet, qui allait devenir le réseau des réseaux. 
L'INWG s'appelait avant NWG Network Working Group, travaillant aux premiers protocoles d'Arpanet. Il a peu de temps après mis au point le standard Transmission Control Protocol (TCP), base du TCPIP.

## Histoire
L'année 1969 avait vu la création du Network Working Group, autour de Steve Crocker, pour définir les Request for comments (RFCs), diffusées selon un mode collaboratif, ouvert et transparent, puis le protocole de communication poste-à-poste NCP en décembre 1970, adopté entre 1971 et 1972 par les sites branchés à ARPANET, ce qui permit le développement d'applications par les utilisateurs du réseau.
En octobre 1972, le NWG acquiert une dimension internationale et demande à Alex McKenzie, qui représente BBN en son sein de l'internationaliser. Il est rebaptisé INWG (International Network Working Group) lors de la première conférence internationale sur les communications informatiques, 
Ses travaux aboutiront à l'élaboration d'un protocole de communication commun. C'est groupe informel qui vise à construire un consensus entre acteurs. La France y est très active, ses équipes sont menées par Louis Pouzin, chercheur à l'IRIA et patron du tout nouveau réseau Cyclades, qui a adopté une démarche identique de celle de l'ARPANET. 
En 1973, neuf mois plus tard seulement, lors d'un séminaire à l'université Stanford, est retenu un protocole appelé Transmission Control Protocol (TCP), qui va progressivement s'imposer, contre la volonté des opérateurs télécoms. 
En 1978, le Transmission Control Protocol est scindé en deux, avec le TCP et l'IP, qui vont ensuite converger rapidement. L'INWG est placé sous la direction de Vinton Cerf.
L'INWG servait à" mobiliser les forces internationales pour réfléchir à la définition de protocoles favorisant les réseaux hétérogènes".
Parmi les quatre personnes qui animent ses quatre sous-groupes, Louis Pouzin est responsable des protocoles. D. Shepard, qui anime un autre sous-groupe, est un des "pères canadiens" du réseau Datapac et Peter Kirstein qui est à l’origine en Grande-Bretagne d’une liaison entre Arpanet et le College of London.